# Campeonato Mundial de Clubes de la FIVB de 1990
El Campeonato Mundial de Clubes de la FIVB de 1990 fue la segunda edición del Campeonato Mundial de Clubes de la FIVB, realizada entre el 1 y el 2 de diciembre del 1990, en la ciudad de Milán, Italia.

## Equipos participantes
En la segunda edición el número de equipos participantes sube a 8: estaban de derecho el Pallavolo Modena campeón de Europa, el Banespa São Paulo campeón de Sudamérica, el Hiroshima campeón de Asia y el ASP Mahad campeón de África. También participaron como wild card el equipo detentor del título Pallavolo Parma, el equipo organizador Volley Gonzaga Milano, otro equipo italiano el Porto Ravenna Volley y los soviéticos de VC CSKA Moscú.

## Clasificación final
| 1º | Volley Gonzaga Milano |
| 2º | Banespa São Paulo     |
| 3º | Pallavolo Parma       |
| 4º | Porto Ravenna Volley  |
| 5º | VC CSKA Moscú         |
| 6º | Pallavolo Modena      |
| 7º | ASP Mahad             |
| 8º | Hiroshima             |

## Campeón
| Campeón del Mundo por Clubes de 1990 |
| ------------------------------------ |
| Volley Gonzaga Milano 1º Título      |